# ميترا (إله هندوسي)
ميترا (بالإنجليزية: Mitra)‏ (باللغة السنسكريتية: Mitrá) هو إله في الثقافات الهندية، والتي تغيرت وظيفته مع مرور الوقت. تم ذكر ميترا كواحد من حماة المعاهدات في نقش ميتاني. يظهر ميترا في كتاب ريجفدا بشكل أساسي في مركب الثنائي ميترا- فارونا ، الذي له نفس سمات فارونا، على سبيل المثال باعتباره الوصي الرئيسي ل«ارتا» (بالإنجليزية: ṛtá)‏ والتي تعني «الحقيقة ، النظام». في النصوص الفيدية المتأخرة وبراهمانا، يرتبط ميترل بشكل متزايد بضوء الفجر وشمس الصباح (بينما يرتبط فارونا بالمساء، وفي النهاية الليل). في نصوص ما بعد الفيدية - التي يختفي فيها ميترا عمليًا  - تطور ميترا إلى الراعي الإله للصداقة، ولأنه «صديق» فهو يمقت كل أشكال العنف حتى عندما يكون مقدسًا.